# Botkyrka

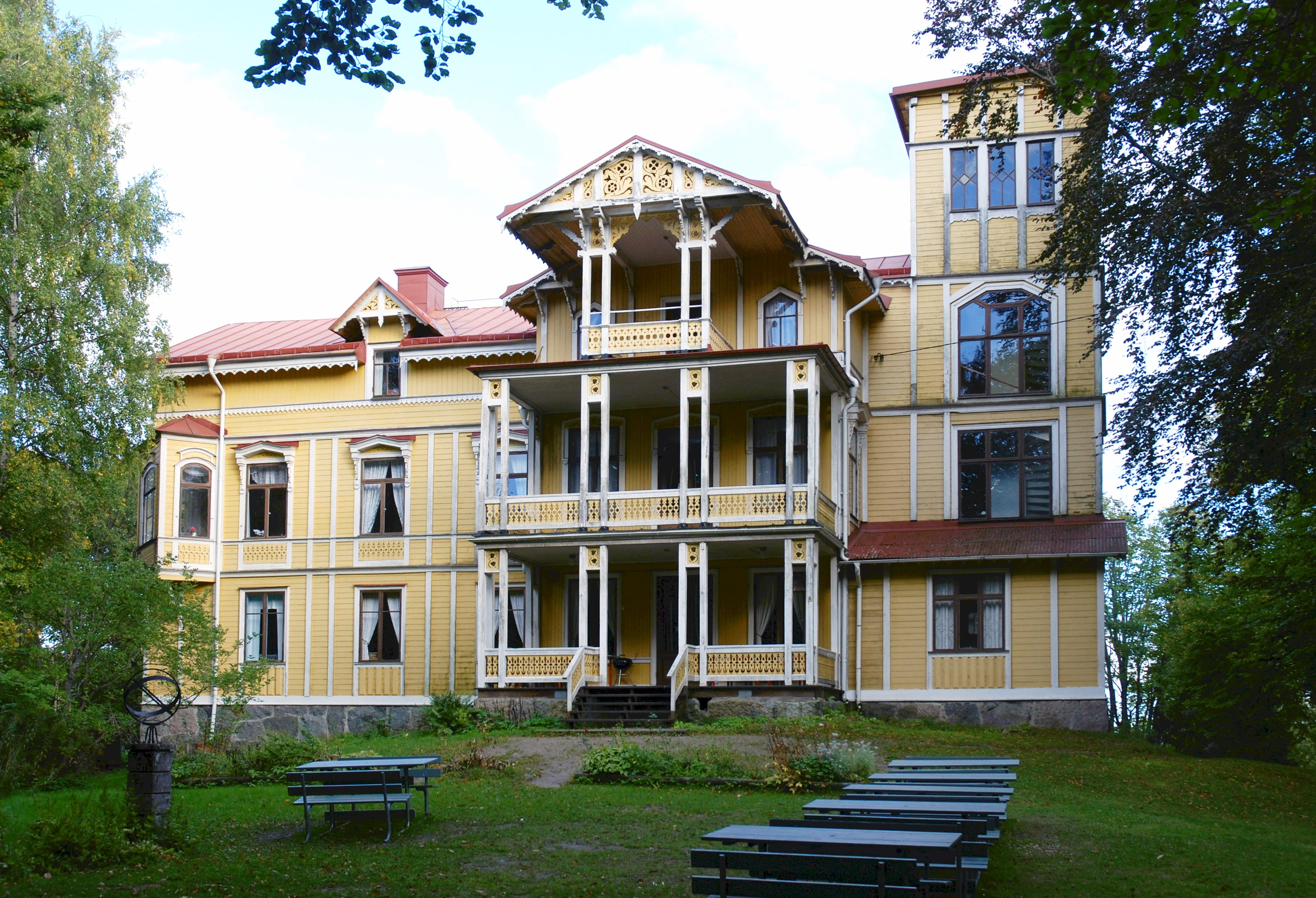

Botkyrka è un comune svedese di 82 302 abitanti, situato nella contea di Stoccolma. Il suo capoluogo è la cittadina di Tumba.
Nello stemma della città è rappresentato San Botvido.

## Località
Nel territorio comunale sono comprese le seguenti aree urbane (tätort):
- Alby
- Fittja (cf. Moschea di Fittja)
- Norra Riksten
- Norsborg
- Sibble
- Tullinge
- Tumba - Grödinge
- Vårsta

## Amministrazione

### Gemellaggi
- Brøndby
- Alytus
- Stange